# Parmenas
Parmenas – postać Nowego Testamentu, święty Kościoła katolickiego i Cerkwi prawosławnej.

## Życiorys
Żył w I wieku, a źródłem informacji o tej postaci jest Pismo Święte, gdzie wymieniony jest jako szósty w grupie wybranych do „obsługiwania stołów”, przy których zasiadali apostołowie Jezusa Chrystusa, obok Szczepana, Filipa, Prochora, Nikanora, Tymona i Mikołaja prozelity (Dz 6, 2-5 BT). Parmenas jako jeden z cieszących się dobrą sławą, pełnych ducha mądrości (Dz 6, 3 BT) zgodnie z tradycją uważany jest za jednego z pierwszych diakonów po tym, jak apostołowie modląc się włożyli na nich ręce (Dz 6, 7 BT).
Przez różnych autorów zaliczany był do siedemdziesięciu i siedemdziesięciu dwóch uczniów Pańskich. W synaksariach wymieniany jest 28 lipca i 30 czerwca w grupie siedemdziesięciu dwóch uczniów Pańskich. Do martyrologiów trafił za sprawą św. Ado, który też za miejsce jego śmierci określił Filippi. Według Baroniusza miał zginąć śmiercią męczeńską w czasie prześladowań chrześcijan za cesarza Trajana.
Jego wspomnienie za św. Ado obchodzone jest 23 stycznia.